# Amaia Gorostiza Telleria
Amaia Gorostiza Telleria (Éibar, Guipúzcoa, 1961) es una empresaria española y la primera mujer presidenta del club de fútbol Sociedad Deportiva Eibar, equipo de la Segunda División de España.

## Biografía
Amaia Gorostiza Telleria nació en Éibar en 1961. Fue nombrada presidenta del consejo de administración del S.D.Eibar en 2016, tras la dimisión de Alex Aranzabal. Era consejera del club desde 2014.
En 2017 fue elegida presidenta por otros cinco años con la candidatura denominada Sigamos, formada por trece personas, tras recibir el apoyo mayoritario de los accionistas de la sociedad anónima deportiva. Es la primera presidenta en los 76 años de historia del club azulgrana.
Gorostiza es miembro del consejo de administración del Grupo Amaya Telleria (hoy integrado en la multinacional CIE Automotive), empresa que reflotó su madre, Amaya Telleria Altuna, convirtiendo un taller mecánico en los años 50 en una empresa dedicada a diseñar y fabricar componentes de automoción; también es consejera y miembro de la Comisión Económica de Elkargi SGR, consejera de Dominion, consejera de Ence Energía y Celulosa e interventora de APD Zona Norte.